# Parafia Zwiastowania Pańskiego w Boiskach
Parafia Zwiastowania Pańskiego w Boiskach – jedna z 8 parafii w dekanacie Urzędów w rzymskokatolickiej archidiecezji lubelskiej.

## Historia parafii
Parafia powstała w 1614 r. Poprzednio miejscowość należała do Rybitw. Nową parafię uposażyła Katarzyna Myszkowska. Z czasem obszar parafii uległ pomniejszeniu. Początkowo należała do dekanatu chodelskiego i urzędowskiego (do XIX w.), później do janowskiego, kraśnickiego i obecnie ponownie do urzędowskiego. Dawniej przy parafii istniał szpital. Z XVIII w. jest wiadomość o bibliotece parafialnej złożonej z kilkudziesięciu dzieł (do dzisiaj zachowało się ok. 20 starych książek). II wojna światowa pochłonęła szereg ofiar z terenu parafii, wśród nich proboszcza - ks. Lisińskiego oraz kościelnego.
Obecny cmentarz grzebalny jest używany od 1817 r.
Plebania odnowiona w 1996 r.
Archiwum zawiera m.in. księgi metrykalne od 1700 r., zgonów od 1817, pisaną przez kilku proboszczów krótką kronikę parafialną.

### Zasięg parafii
Do parafii należą wierni będący mieszkańcami wsi: Boiska Kolonia, Dębina, Idalin, Sosnowa Wola, Stare Boiska, Stefanówka i Ugory.

### Sąsiednie parafie
Parafia Boby, Parafia Dzierzkowice, Parafia Grabówka, Parafia Prawno.